# Lesende
Lesende (llamada oficialmente San Martiño de Lesende) es una parroquia y una aldea española del municipio de Lousame, en la provincia de La Coruña, Galicia. La aldea está situada a 6,3 kilómetros de la capital municipal a 159 metros sobre el nivel del mar.

## Localización
La parroquia está situada en el norte del municipio de Lousame.

## Límites
Limita al norte con la parroquia de Tojosoutos, al noroeste con Noya, al sur con la parroquia de Lousame y al este con la parroquia de Vilacoba. 

## Geografía
- Por esta parroquia pasa el río Vilacova.
- El punto de mayor altitud es el monte Colou con 508 metros donde se puede ver la ría de Muros y Noya.
- Tiene una extensión de 10,78 km².[4]

## Entidades de población
Entidades de población que forman parte de la parroquia:
- Aguieira (A Aguieira)
- Béxeres
- Cairo
- Lesende
- Mirón (O Mirón)
- Quintáns
- Soutorredondo

## Demografía

### Parroquia
| Gráfica de evolución demográfica de Lesende (parroquia) entre 2000 y 2019 |
|                                                                           |
| Datos según el nomenclátor publicado por el INE.                          |

### Lugar
| Gráfica de evolución demográfica de Lesende (lugar) entre 2000 y 2019 |
|                                                                       |
| Datos según el nomenclátor publicado por el INE.                      |